# Элитный отряд 2
«Элитный отряд 2» (порт.  Tropa de Elite 2 — O Inimigo Agora É Outro; другое название — «Элитный отряд: Враг внутри») — бразильский фильм 2010 года режиссёра и продюсера Жозе Падильи, в главной роли Вагнер Моура. Продолжение фильма «Элитный отряд» 2007 года. Фильм снят с упором на отношения между правоохранительными органами и политикой. Фильм был выпущен в Бразилии 8 октября 2010 года.
Обладая широкой публикой и критикой, «Элитный отряд 2» является самым продаваемым фильмом в кассовых сборах и самым высоким кассовым фильмом в Бразилии, опережая «Дона Флор и её два мужа», и «Аватар», соответственно. Фильм был номинирован на Оскар в звании Лучший фильм иностранного языка на 84-й месте, но проиграл её.

## Сюжет
Сиквел боевика о спецподразделении бразильской полиции. Роберто Насименто руководит операцией по подавлению беспорядков в тюрьме. В ходе операции Андре Матиас ослушивается приказа и убивает на глазах у общественного деятеля и борца за права человека Диего Фрага главаря наркоторговцев, который взял самого Диего, приехавшего вести переговоры, в заложники. На волне общественного негодования, Матиаса, как главного виновника «резни», переводят из элитного отряда в обычный полицейский батальон, Фрага, как борец за права и свободы, становится местным депутатом, а Насименто получает лавры победителя организованной преступности и занимает высокую чиновничью должность. В течение четырёх лет он разворачивает крупномасштабное наступление на криминал, в ходе которого продажные полицейские и чиновники захватывают власть над районами, из которых батальону специальных полицейских операций удается выбить наркоторговцев. И постепенно Роберто понимает, что ситуация с преступностью стала ещё хуже, и если раньше он боролся с обычными наркобаронами, то теперь криминальные нити ведут к самым высоким чинам в Рио.

## В ролях
| Актёр          | Роль                           |
| -------------- | ------------------------------ |
| Вагнер Моура   | подполковник Роберту Насименту |
| Ирандир Сантуш | Диегу Фрага                    |
| Андре Рамиру   | капитан Андре Матиаш           |
| Мильем Корташ  | подполковник Фабиу Барбоза     |
| Андре Сантинью | майор Ренан командир BOPE      |
| Мария Рибейру  | Розане                         |
| Таина Мюллер   | Клара                          |

## Номинации
- 2011 — Cinema Brazil Grand Prize[англ.] — лучшая актриса второго плана (Таина Мюллер[англ.]).
- 2011 — «Элитный отряд 2» — Лучший фильм иностранного языка[6].

## Возможное продолжение
На пресс-конференции после выставки «Элитного отряда 2» на Берлинском фестивале Жозе Падилья был задан вопрос о возможном продолжении. Он исключил возможность запуска триквела «Элитный отряд 3». «Я рассказал вам все, что хотел сказать о насилии», — сказал режиссер. Вагнер Моура поднял возможность того, что третий фильм будет сделан без персонажа, которого он интерпретировал. «Капитану Насименту больше некуда идти с точки зрения драматургии, независимо от того, сколько денег он может заработать», — сказал он в интервью журналу «GQ» в сентябре.